# 서울경수초등학교
서울경수초등학교(서울京水初等學校)는 대한민국 서울특별시 성동구 성수동2가에 있는 공립 초등학교이다.

## 학교 연혁
- 1982년 4월 29일 서울경수국민학교로 개교
- 1996년 3월 2일 서울경수초등학교로 교명 개칭
- 2022년 4월 29일 개교 40주년

## 참고 자료
- 서울경수초등학교 - 한국교육학술정보원 학교알리미